# Lochmann Filmtheaterbetriebe

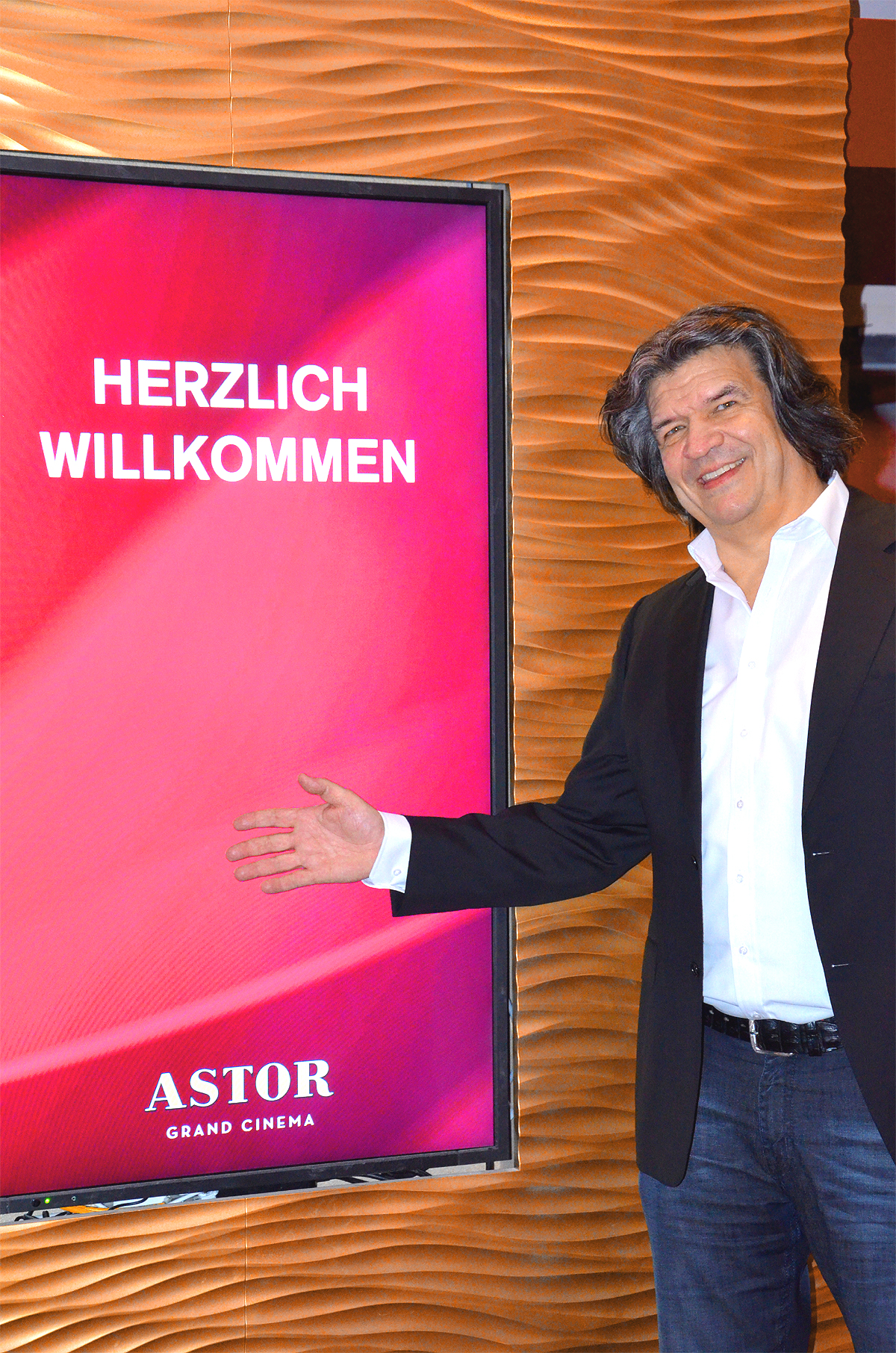
Heinz Lochmann (2014 bei der Kinoeröffnung in Hannover)

Die Lochmann Filmtheaterbetriebe sind ein Unternehmen von Heinz Lochmann (* 1959) aus dem baden-württembergischen Rudersberg, das elf Kinos betreibt.

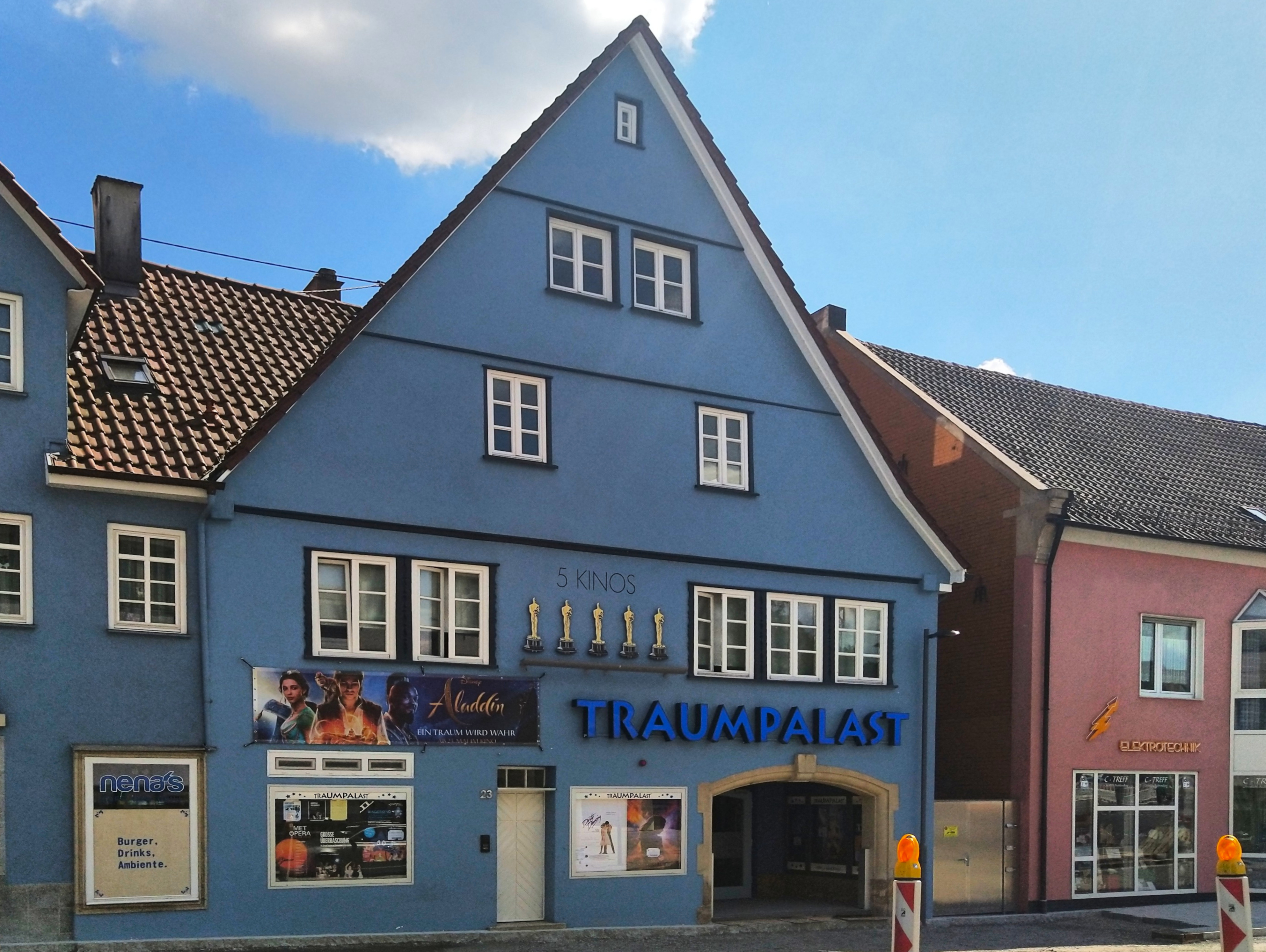
Traumpalast in Backnang

Mit 14 Jahren begann Lochmann im elterlichen Betrieb eine Bäckerlehre, mit 23 Jahren absolvierte er die Meisterprüfung. Nach dem Tod seiner Tante 1974 kümmerte er sich schon als Jugendlicher in seiner Freizeit und schließlich hauptberuflich um die von ihr 1956 gebauten Rudersberger Löwenlichtspiele.
Ab 1995 übernahm er mehrere Kinos in der Region, die von Schließung bedroht waren, und zwar in Backnang, Schorndorf, Waiblingen, Esslingen am Neckar, Biberach an der Riß und Nürtingen. Er sanierte diese aufwendig und führte sie unter dem Namen Traumpalast weiter. Seit 2018 gehört das ehemalige Turm Theater in Schwäbisch Gmünd zur Gruppe. Die Säle haben Namen und stehen unter einem besonderen Motto, z. B. „1001 Nacht“.

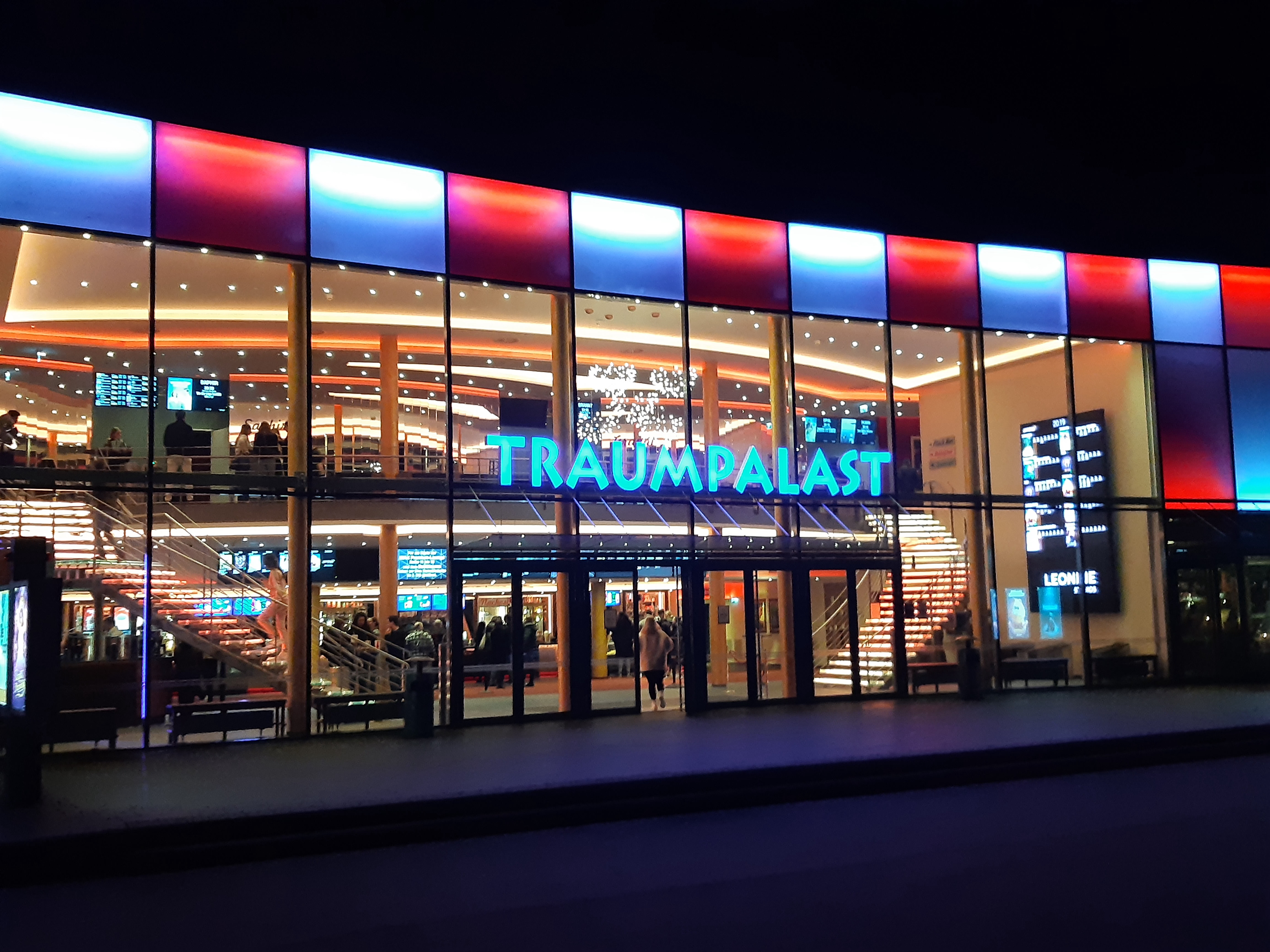
Traumpalast Leonberg

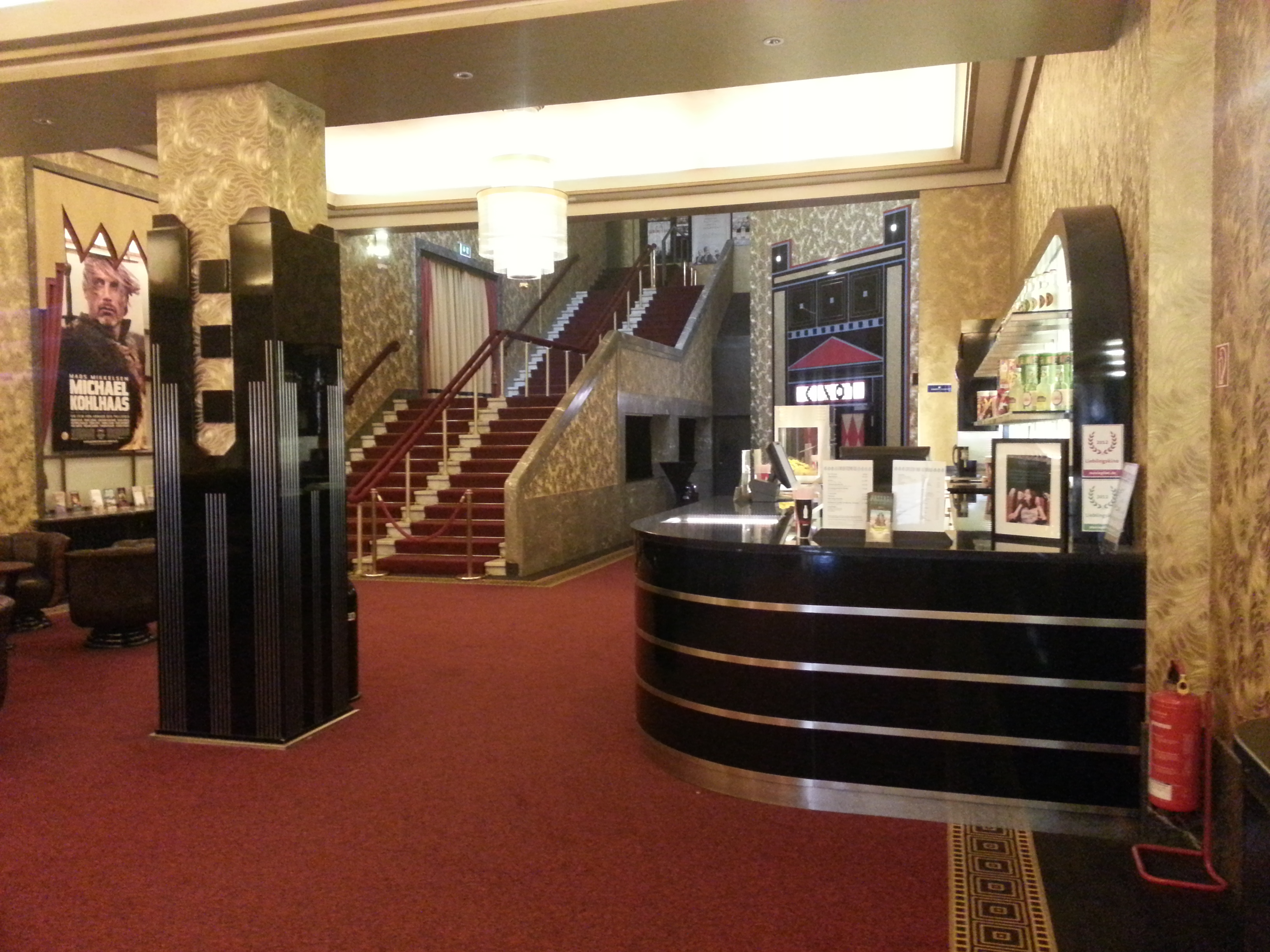
Passage Kino in Hamburg

In Hamburg „rettete“ Lochmann 2007 das traditionsreiche Passage Kino an der Mönckebergstraße, das im Art-déco-Stil eingerichtet ist. Im Jahr 2012 wurde er mit seiner Gesellschaft Flott GmbH Besitzer des Kant Kinos in Berlin-Charlottenburg, das von der Yorck Kinogruppe betrieben wird. In Hannover baute Lochmann zusammen mit Hans-Joachim Flebbe, dem ehemaligen Vorstand der Cinemaxx AG, ein ehemaliges Multiplex-Kino in der Nikolaistraße bis 2014 zum Astor Grand Cinema um, das sich als Deutschlands größtes „Premiumkino“ bezeichnet.
In Leonberg baute Lochmann im Industriegebiet am Autobahndreieck zum ersten Mal ein ganz neues Kino, das im Juli 2016 mit zehn Sälen und 1200 Plätzen eröffnete. Alle Säle sind mit 3-D-Technik und Dolby Atmos ausgestattet, einige zudem mit beweglichen D-Box Motion Seats. Des Weiteren befinden sich zwei Restaurants im Gebäude. Bis zum September 2021 entstand ein Anbau mit einem IMAX-Kino mit 600 Plätzen und der größten Leinwand der Welt (38 × 21 Meter), einem Bettenkino sowie einer Bowling-Anlage und einem weiteren Restaurant. Heinz Lochmanns Sohn Marius Lochmann ist Betriebsleiter des Kinos.
Nach der Schließung der Kinos in Deutschland wegen der COVID-19-Pandemie, betrieb Lochmann ab 8. Mai 2020 ein Autokino in Schorndorf.
Im Januar 2023 wurde ein Mietvertrag über 15 Jahre für das Metropol in Stuttgart geschlossen. Nach einer aufwendigen Sanierung wurde das Kino im Oktober 2024 mit drei Sälen wiedereröffnet.
Heinz Lochmann ist zudem Gesellschafter des kleinen Filmverleihs drei-freunde.